# Richard Vogel (Pädagoge)
Richard Vogel (* 1886; † 1955) war ein deutscher Lehrer und Pädagoge an der Hochschule für Lehrerbildung Dresden, die sich in Strehlen an der Teplitzer Straße und am Weberplatz befand.
Vogel war Volksschullehrer. Nach einem Geografiestudium war er ab 1923 tätig als ein enger Mitarbeiter von Richard Seyfert in der Leitung des Pädagogischen Instituts zur Ausbildung von Volksschullehrern in Sachsen. Sein Gebiet war die Heimat- und Erdkunde. Er löste 1936 den aus politischen Gründen entlassenen Paul Luchtenberg als kommissarischer Leiter ab, als das Institut zur von der TH Dresden unabhängigen Hochschule für Lehrerbildung umgewandelt wurde (1940 offiziell). Mit dem Dozentenamt war ein Professorentitel verbunden. 1942 wurde die HfL in eine Lehrerinnenbildungsanstalt umgewandelt. Zwischen 1950 und 1955 war Vogel in die heimatkundliche Inventarisation Sachsens leitend eingebunden. Das heimatkundliche Unterrichtsprinzip galt auch im Geografieunterricht der DDR.
1933 trat Vogel in die NSDAP ein und unterzeichnete im November 1933 das Bekenntnis der deutschen Professoren zu Adolf Hitler.

## Schriften
- Heimat- und Erdkunde, in: Handbuch der deutschen Lehrerbildung, hg. v. Alfred Baeumler, Oldenbourg, München 1931
- mit Moritz Durach/Ernst Neef: Der Lebensraum der Obersachsen: ein volksdeutscher Heimatatlas, Harms einheitliches Unterrichtswerk, List & v. Bressensdorf, Leipzig 1937
- Festschrift zur 1. Tagung des Reichsfachgebietes Mathematik und Naturwissenschaften im N.S.-Lehrerbund vom 10. bis 14. April 1938 in München. Im Auftrag des Ortsausschusses München, München 1938
- mit Richard Seyfert:  Die Unterrichtslektion als Kunstform: Grundlegung, Ratschläge und Beispiele, Leipzig 1949
- Gebiet Königstein, Sächsische Schweiz: Ergebnisse der heimatkundlichen Bestandsaufnahme im Gebiete von Königstein/Sächsische Schweiz, Institut für Länderkunde Leipzig, Akademie, Berlin 1957
- mit Dieter Beeger: Gebiet Königstein – Sächsische Schweiz. Reihe Werte unserer Heimat Bd. 1, Akademie-Verlag, Berlin 1985
- Dr. Richard Seyfert, der Methodiker und Praktiker der „Volkstümlichen Bildung“, Nachwort zu Richard Seyfert: Sendschreiben an d. dt. Volk, daß es seine Volksschule nicht zerschlage (1921), Nachdr. 1962